# Теодор Єдіке
Теодор Філіпп Герман Вальтер Єдіке (нім. Theodor Philipp Hermann Walther Joedicke; 11 грудня 1899, Ноєнмаркт — 2 січня 1996, Кронберг) — німецький військовий хірург, доктор медицини (15 січня 1925), генерал-майор медичної служби бундесверу (23 грудня 1958).

## Біографія
У 1906/09 роках навчався в народній школі, потім — у гуманістичній гімназії, яку закінчив 14 липня 1918 року. Паралельно з 11 червня 1917 по 19 вересня 1919 року служив у піхотному полку «Пассау» Баварської армії. У 1919/23 роках вивчав медицину в Ерлангенському та Мюнхенському університетах. 22 грудня 1924 року отримав ліцензію на медичну практику.
30 серпня 1925 року вступив у рейхсвер і був направлений в Мюнхенський лазарет. 1 жовтня 1928 року направлений в хірургічну клініку Ерлангенського університету для продовження професійного навчання. З 1 січня 1929 року — офіцер медичної служби в 7-му військовому окрузі, з 31 грудня 1931 грудня — у груповому командуванні 2 в Касселі. З 1 травня 1933 по 30 квітня 1936 року проходив навчання в Хірургічній університетській клініці Гамбурга. З 1 травня 1936 року — головний лікар хірургічного відділу Нюрнберзького шпиталю.
З 25 серпня 1939 року — референт резервних шпиталів 13-го військового округу. З 1 грудня 1939 року — командир 2-ї санітарної роти 188-ї гірської дивізії. З 9 квітня 1940 року — головний лікар 7-ї піхотної дивізії. З 22 вересня 1942 року — 1-й офіцер (начальник оперативного відділу) Генштабу і головний лікар групи армій «Південь». З 1 березня 1943 року — начальник організаційного відділу, з серпня 1944 року — штабу санітарного інспектора сухопутних військ. 25 травня 1945 року взятий у полон американськими військами. 13 вересня 1945 року звільнений.
З 6 березня 1946 року — лікар загальної практики в Ленггрісі, також працював у місцевій лікарні. 11 січня 1957 року вступив у бундесвер і очолив медичний відділ командування 6-го військового району. З 24 серпня 1957 року — перший інспектор санітарної служби бундесверу. 30 вересня 1962 року вийшов на пенсію.

## Нагороди
- Залізний хрест 2-го класу[4]
- Нагрудний знак «За поранення» в чорному[4]
- Почесний хрест ветерана війни з мечами
- Медаль «За вислугу років у Вермахті» 4-го і 3-го класу (12 років)
- Почесний знак «За турботу про німецький народ» (26 травня 1940)
- Застібка до Залізного хреста 2-го класу (листопад 1941)
- Хрест Воєнних заслуг 2-го і 1-го класу з мечами
- Медаль «За зимову кампанію на Сході 1941/42» (19 лютого 1943)
- Орден Корони Румунії, командорський хрест (березень 1943)
- Орден Святої Корони, командорський хрест (Королівство Угорщина)
- Медаль Парацельса Німецької асоціації лікарів (1962)